# Survey of California and Other Indian Languages
El Survey of California and Other Indian Languages (Enquesta de Califòrnia i altres idiomes indis), originalment Survey of California Indian Languages, és un arxiu de documentació lingüística, catàlegs i arxius sobres les llengües ameríndies a la Universitat de Califòrnia a Berkeley. El survey també allotja esdeveniments relacionats amb la preservació i la revitalització lingüística.

## Orígens
El Survey es va iniciar com un projecte pilot per professor de lingüística a Berkeley Murray Emeneau i Mary Rosamund Haas en 1953. Es va crear amb un pressupost oficial l'1 gener de 1953. Haas fou una particular influència en els primers treballs culturals del Survey. Un estudiant, Brent D. Galloway, recordà com diversos dels estudiants de Haas havien utilitzat una salutació natchez, wanhetahnú·ʼis, i que "la tradició aparentment havia seguit durant més de vint anys." (La primera publicació de Haas havia estat sobre el natchez.) 
El primer projecte fou l'estudi del karuk per William Bright, aleshores un estudiant de graduació. Des de la seva fundació s'han escrit unes 80 dissertacions doctorals sota els auspicis del Survey.

## Publicacions
El Survey ha publicat una sèrie de "Reports" des de 1981 que abasten una varietat de temes relacionats amb les llengües de Califòrnia, així com les llengües indígenes d'altres llocs. Alguns volums són obres independents com diccionaris, altres eren col·leccions d'articles variats. A començaments de 1976 el Survey va començar a publicar les actes del taller hokan-penutian, que va dirigir les proposades famílies lingüístiques Hokan i penutià. Ambdós recursos estan disponibles online.
En 2011 una beca del National Endowment for the Humanities va fer possible que estiguin disponibles online els recursos del Survey of California and Other Indian Languages i del Berkeley Language Center (BLC) en un únic portal web, el California Language Archive.

## Directors
Endemés de Haas, el Survey ha tingut com a directors Wallace Chafe i Leanne Hinton. L'actual director és Andrew Garrett.